# Soldier Blade
Soldier Blade es un videojuego de matamarcianos originalmente publicado por Hudson Soft para PC Engine solo en Japón el 10 de julio de 1992. Es el cuarto juego de la serie Star Soldier y el último para PC Engine. El jugador pilota el caza Soldier Blade contra el Ejército Zeograd, unos aliens empeñados en conquistar la Tierra.
Es uno de los títulos de la serie Star Soldier que están disponibles para la Consola Virtual de Wii, junto con Star Soldier, Super Star Soldier, Final Soldier y Star Parodier. También ha sido reeditado para PlayStation Portable dentro del recopilatorio Soldier Collection, en PlayStation Network, para iOS dentro de la serie PC Engine GameBox, para el servicio i-revo y para la Consola Virtual de Wii U.